# Плюцинский, Александр Фёдорович
Алекса́ндр Фёдорович Плюци́нский (1844—1900) — российский военный деятель. Генерал-лейтенант, профессор Николаевской Инженерной академии, автор книг и статей по фортификации.

## Биография
Александр Плюцинский родился 6 марта 1844 г. Православный. Из потомственных дворян Полтавской губернии. Сын майора. Образование: обучался в Полоцком кадетском корпусе, закончил Александровский Брестский кадетский корпус (1862), Михайловское артиллерийское училище (1863, в 14-ю артиллерийскую бригаду), Николаевскую инженерную академию (1868, 1-й разряд).
Чины: вступил в службу (27.07.1862), подпоручик (21.06.1863), поручик (25.08.1865), штабс-капитан (29.11.1867), капитан (28.03.1871), подполковник (27.03.1877), полковник (20.04.1880), генерал-майор (30.08.1890).
Прохождение службы: в 14-й артиллерийской бригаде, в Николаевской крепостной артиллерии, командир сапёрного батальона, репетитор в Николаевской инженерной академии и училище (24.05.1868—15.07.1875), помощник делопроизводителя Инженерного комитета (10.01.1870—29.03.1874), преподаватель в Николаевской инженерной академии и училище (15.07.1875—20.10.1882), профессор в Николаевской инженерной академии и училище (20.10.1882—18.06.1885), ординарный профессор в Николаевской инженерной академии и училище (18.06.1885 — после 1.09.1890), комендант Осовецкой крепости (1898—1899), начальник 34-й пехотной дивизии (1899). В 1900 году генерал-лейтенант. Участвовал в русско-турецкой войне 1877—1978 гг.
Александр Фёдорович Плюцинский умер 17 февраля 1900 г. от воспаления лёгких, простудившись во время смотра войск. Погребён в Екатеринославе на гарнизонном кладбище.

## Награды
- Орден Св. Анны 3-й степени с мечами и бантом (1877),
- Орден Св. Станислава 2-й степени с мечами (1877),
- Орден Св. Владимира 4-й степени с мечами и бантом (1878),
- Орден Св. Анны 2-й степени (1883),
- Орден Св. Владимира 3-й степени (1886)

## Сочинения
- Полевое военно-инженерное искусство
- Несколько мыслей по вопросам войскового инженерного дела и его постановки в войсках, СПб., 1879
- Окопы и позиционные работы пехоты, СПб., 1881
- Статьи: «На бруствере или на банкете», «О комендантах крепостей», «Вопросы крепостной войны и подготовки крепостей к обороне», «Можно ли брать крепости штурмом», «Значение подземных мин в современной крепостной войне», «Современное положение вопроса о броневых башнях», «Крепостные манёвры», «О самокатах и применении их к военному делу» и др.
- Дневник (не опубликован, в РГБ, ф. 218, в составе собрания отдела рукописей № 50-51, 41 ед. хр., 1864—1899)

## Семья
- Родители: отец -подполковник Фёдор (Теодор) Андреевич Плюцинский, мать- Анна Богдановна.
- Родные братья и сёстры: Владимир, Михаил, Дмитрий, Николай, Вера (в замужестве — княгиня Манвелова (ур. Плюцинская) Вера Федоровна, драматическая писательница 1890-х гг). Внесены в родословную книгу: часть 2, литера Л, стр. 546. Указ Герольдии об утверждении в дворянстве от 12 декабря 1862 г. № 9983. Дело по архиву № 546. По Кременчугскому уезду Полтавской губернии.
- Жена — Мария Ивановна Гопфенгаузен (2-марта 1860- ?)

Дети:
- Людмила Александровна Плюцинская, муж — Александр Тихомиров.
- Ольга Александровна Плюцинская (умерла в Москве 1-го марта 1966 года), работала в мультипликационном кино аниматором, художником, декоратором.

Муж — Ян Яковлевич Озолинь (латыш)
- Кирилл Александрович Плюцинский,
- Артём Александрович Плюцинский В 1909 поручик крепостного сапёрного батальона [Общ.сп.офиц. на 1909]. (умер в 1910 году)
- Наталия Александровна Плюцинская, муж — Алексей Васильев.
- Татьяна Александровна Плюцинская, Муж — Анатолий Романов.
- Игорь Александрович Плюцинский. В январе 1917 года, был восприемником (крестным отцом) своей племянницы Наталии Борисовны Плюцинской. При этом он назван «Штаб-ротмистром 20-го Финляндского Драгунского полка». Умер в 1923 году. Дмитрий Александрович Плюцинский. В 1909 поручик крепостн.воен. телеграфа [Общ.сп.офиц. на 1909.]Жена — Елизавета.
- Борис Александрович Плюцинский. Согласно «Энциклопедии Гражданской Войны» под редакцией Волкова — родился 20 апреля 1880 года, офицер с 1900 (1901) года. Офицер лейб-гвардии 2-й Артиллерийской бригады, полковник лейб-гвардии 3-й Артиллерийской бригады. В Добровольческой армии с ноября 1917 года. Участник 1-го Кубанского («Ледяного») похода. (1-й Кубанский («Ледяной») поход Добровольческой армии 9 (22) февраля — 30 апреля (13 мая) 1918 г.) Во ВСЮР (Вооружённые Силы Юга России); апрель 1919 года — командир батареи на Акманайских позициях, сентябрь-октябрь 1919 года — командир 1-го дивизиона Сводно-Гвардейской Артиллерийской бригады, в Русской Армии. С августа 1920-го командир 2-го отдельного артиллерийского дивизиона до эвакуации Крыма. Галлиполиец. Осенью 1925 года в составе Гвардейского отряда во Франции. В эмиграции — там же, на декабрь 1924 года старшина и казначей объединения Гвардейской Артиллерии, секретарь объединения лейб-гвардии 2-й артиллерийской бригады, на ноябрь 1951 года представитель в гвардейском объединении от гвардейской артиллерии и член Ревизионной комиссии Гвардейского объединения, заместитель председателя объединения Гвардейской артиллерии, председатель объединения лейб-гвардии 2-й артиллерийской бригады и заместитель председателя 3-й артиллерийской бригады. Умер в Париже 9 апреля 1953 года. Похоронен на кладбище Сент-Женевьев де Буа.

Жена — Ирина Антоновна Вуллерт (Woullert) (1895—1968). Православного вероисповедания. Умерла в Париже.